# آلوارو آرزو
آلوارو آرزو (انگلیسی: Álvaro Arzú؛ ۱۴ مارس ۱۹۴۶ – ۲۷ آوریل ۲۰۱۸) سیاست‌مدار اهل گواتمالا بود. وی از ۱۴ ژانویه ۱۹۹۶ تا ۱۴ ژانویه ۲۰۰۰ رئیس‌جمهور گواتمالا بود.
آلوارو آرزو در ۲۷ آوریل ۲۰۱۸، در سن ۷۲ سالگی بر اثر سکته قلبی درگذشت.
وی همچنین برندهٔ جوایزی همچون جایزه صلح فلیکس هوفویت-بوینی شده‌است.